# Dzo

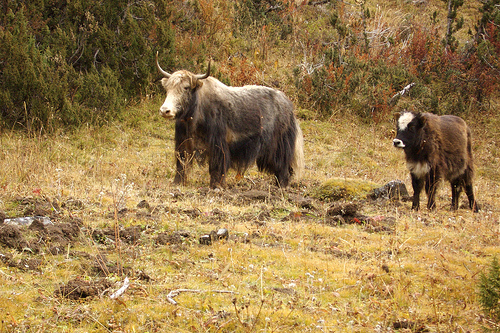
Dzo

En dzopkyo eller bara dzo är ett oxdjur och hybrid mellan arterna jak och en domesticerad ko. Dzon används främst som packdjur i Tibet. Dalai Lama red på en dzo när han 1959 flydde från Tibet till Indien.